# Elektrospust
Elektrospust – mechanizm elektromagnetyczny służący do zdalnego włączania mechanizmu spustowego broni artyleryjskiej lub strzeleckiej stanowiącej uzbrojenie samolotów i wozów bojowych. Zasada jego działania polega na włączeniu elektromagnesu który powoduje przemieszczenie się dźwigni naciskającej spust.